# Nagroda Brama Stokera

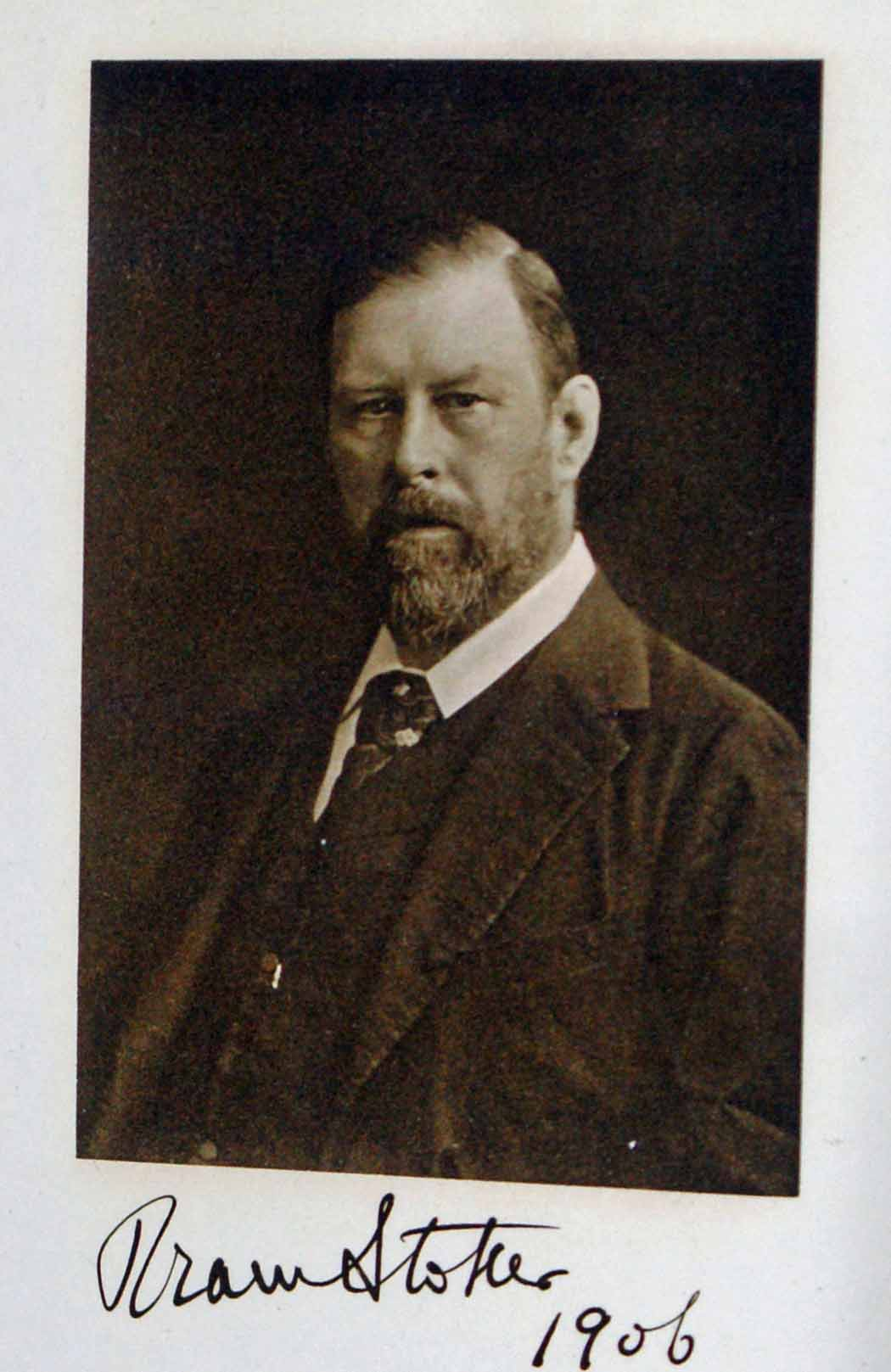
Zdjęcie pisarza Brama Stokera, patrona nagrody

Nagroda Brama Stokera (ang. Bram Stoker Award), nagroda literacka w dziedzinie literatury grozy (horroru), przyznawana od 1987 r. przez Horror Writers Association.
Patronem nagrody jest irlandzki pisarz Bram Stoker, autor powieści Drakula.
Za rok 2015 nagroda była przyznana w 11 kategoriach:
- Powieść (od 1987)
- Debiut (od 1987)
- Powieść dla młodzieży (1998–2004 i od 2011)
- Powieść graficzna (od 2011)
- Długie opowiadanie (1987–1992 i od 1994)
- Krótkie opowiadanie (od 1987)
- Zbiór opowiadań (od 1987)
- Scenariusz (1998–2004 i od 2011)
- Antologia (od 1998)
- Non-fiction (od 1987)
- Poezja (od 2000)

Przyznawana są również nagrody specjalne:
- Za całokształt twórczości (Lifetime Achievement) (od 1987)
- Specialty Press Award

oraz nagrody dla woluntariuszy:
- Richard Laymon President's Award
- Silver Hammer